# Aeroportul Bom Jesus da Lapa
Aeroportul Bom Jesus da Lapa (IATA: LAZ, ICAO: SBLP) este un aeroport din Bahia, Brazilia ce deservește zona Bom Jesus da Lapa. Aeroportul a fost tranzitat în 2014 de 0 pasageri. A fost numit după zona deservită.
Situat la o altitudine de 443 m, aeroportul dispune de 1 pistă.

## Infrastructură

### Piste
Aeroportul dispune de o singură pistă. Pista 18/36 are suprafața de asfalt și dimensiunile 1.211 m × 30 m. 